# Kublajkan
Kublajkan, mongolski kan, *23. september 1215, † 18. februar 1294.
Kublajkanov ded je bil Džingiskan, znameniti mongolski vladar. Kublajkana obravnavamo kot ustanovitelja dinastije Juan na Kitajskem. Pod Kublajkanom je Mongolsko cesarstvo doseglo največji obseg. Podedoval je Mongolijo in Severno Kitajsko ter je pod svojo oblast dodal še Južno Kitajsko ter mnoga druga ozemlja, vse od Tihega oceana pa do Mezopotamije. 
Častili so ga kot "velikega kana".  
Beneške trgovce Marca Pola ter njegovega očeta in strica je Kublajkan gostil na svojem dvoru v Khanbaliqu, ter jim dal dovoljenje za potovanje po tedanjem cesarstvu.